# Laura Schuler
Laura Schuler, född den 3 december 1970 i Scarborough, är en kanadensisk ishockeyspelare.
Hon tog OS-silver i damernas ishockeyturnering i samband med de olympiska ishockeytävlingarna 1998 i Nagano.